# Rubus birmanicus
Rubus birmanicus är en rosväxtart som beskrevs av Joseph Dalton Hooker. Rubus birmanicus ingår i släktet rubusar, och familjen rosväxter. Inga underarter finns listade i Catalogue of Life.